# Al Bernard

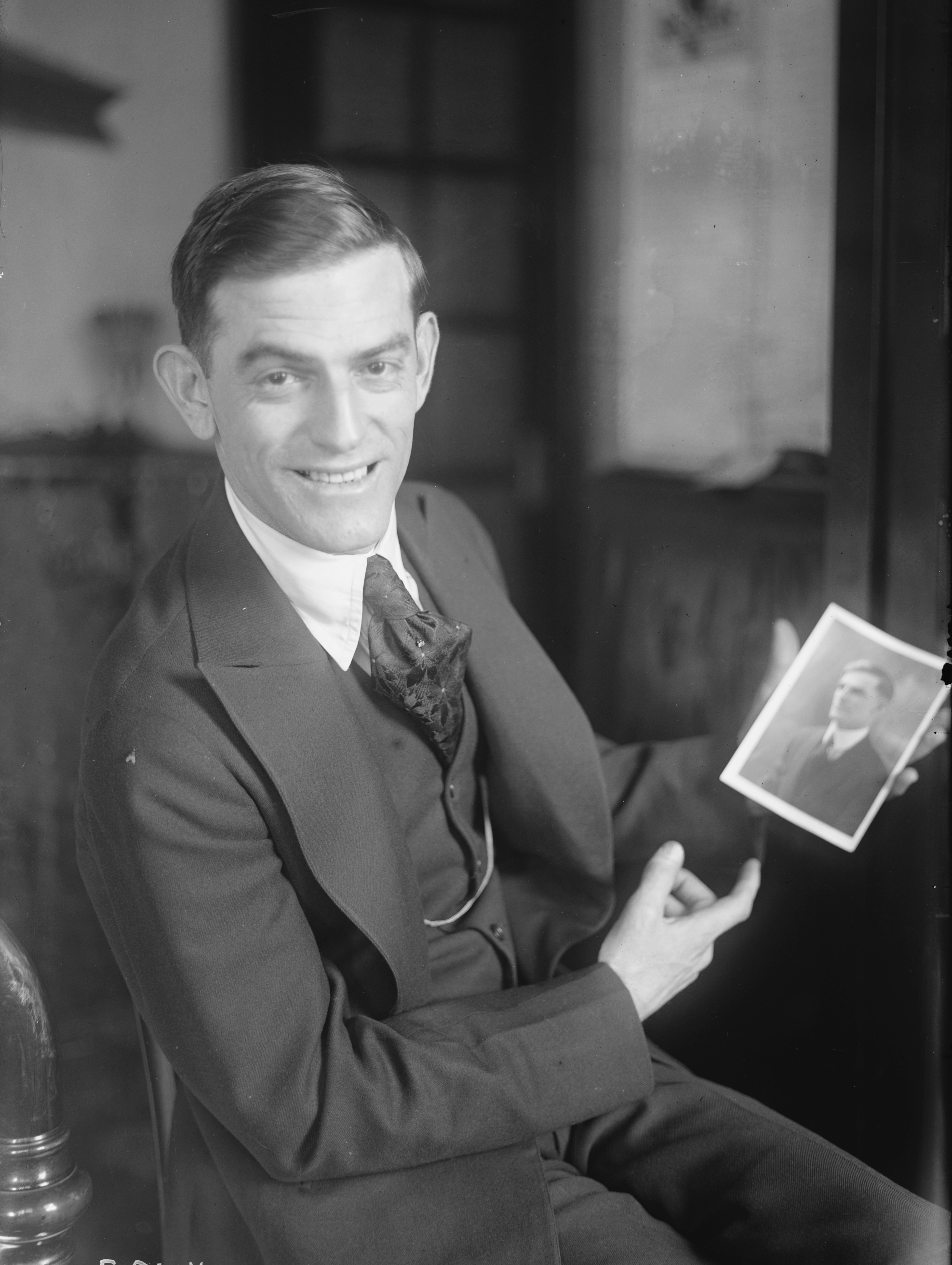
Al Bernard, unbekanntes Jahr

Alfred A. „Al“ Bernard (* 23. November 1888 in New Orleans, Louisiana; † 6. März 1949 in New York City) war ein US-amerikanischer Vaudeville-Sänger, Old-Time-Musiker und Komiker. Bernard nahm eine Reihe von Songs auf, die heute als wegweisend in der Musikgeschichte gelten. Er war auch als „The Boy from Dixie“ bekannt.

## Leben

### Kindheit und Jugend
Al Bernard wurde 1888, möglicherweise aber auch schon 1887, in New Orleans geboren. Bernards Eltern waren Alfred und Katharine Bernard. Er ging in der St. Francis School zur Schule und besuchte später das Jesuit College. Bernard hatte außerdem einen Bruder, Joseph E. Bernard, der später auch Entertainer wurde.

### Erfolge
Bevor Bernard Schallplatten aufnahm, reiste er mit Minstrel- und Vaudeville-Shows umher. Zu dieser Zeit begann er auch, als „blackface comedian“ aufzutreten, eine Unterhaltungsform, die heute als politisch inkorrekt gilt. Anfang 1919 machte Bernard für Emerson Records seine ersten Plattenaufnahmen. Unter seinen ersten Aufnahmen war auch der St. Louis Blues, der von W.C. Handy geschrieben wurde. Dieser Titel gilt als einer der ersten aufgenommenen Bluessongs der Geschichte und hatte großen Einfluss auf die Musikindustrie. Bernard nahm den Song insgesamt für acht verschiedene Labels auf. Im Mai erschien seine erste Platte bei Vocalion Records und im selben Jahr folgten weitere, unter anderem Bluin‘ The Blues, Don’t Cry, Frenchy, Don’t Cry, Shake, Rattle and Roll und I Want To Hold You In My Arms, die alle mit den Novelty Five eingespielt wurden.
Im Februar 1919 begann Bernard seine langjährige Arbeit bei Edison Records mit der Aufnahme des Hesitation Blues. Neben Edison arbeitete Bernard auch für Emerson, Vocalion, Okeh Records und Gennett Records. Für verschiedene Labels nahm Bernard in den nächsten Jahren weitere Songs auf, oftmals in verschiedenen Versionen. Dabei nahm er den St. Louis Blues unzählige Male auf, so 1920 und im Folgejahr dann auch mit der Original Dixieland Jazz Band. W.C. Handy schrieb in seiner Autobiographie, dass Bernard großen Anteil an der Popularisierung des Songs sowie an Handys Karriere hatte. Sein erfolgreichster Song war jedoch 1919 ein Duett mit Ernest Hare, I Want to Hold You in My Arms. Mit Hare spielte er immer wieder Duette für Regal und Pathé Records ein, wobei Bernard die Frauenrolle einnahm. Bernard war auch der erste Sänger, der den Folksong Frankie and Johnny erfolgreich aufnahm. Der Song erschien erstmals bei Brunswick Records.

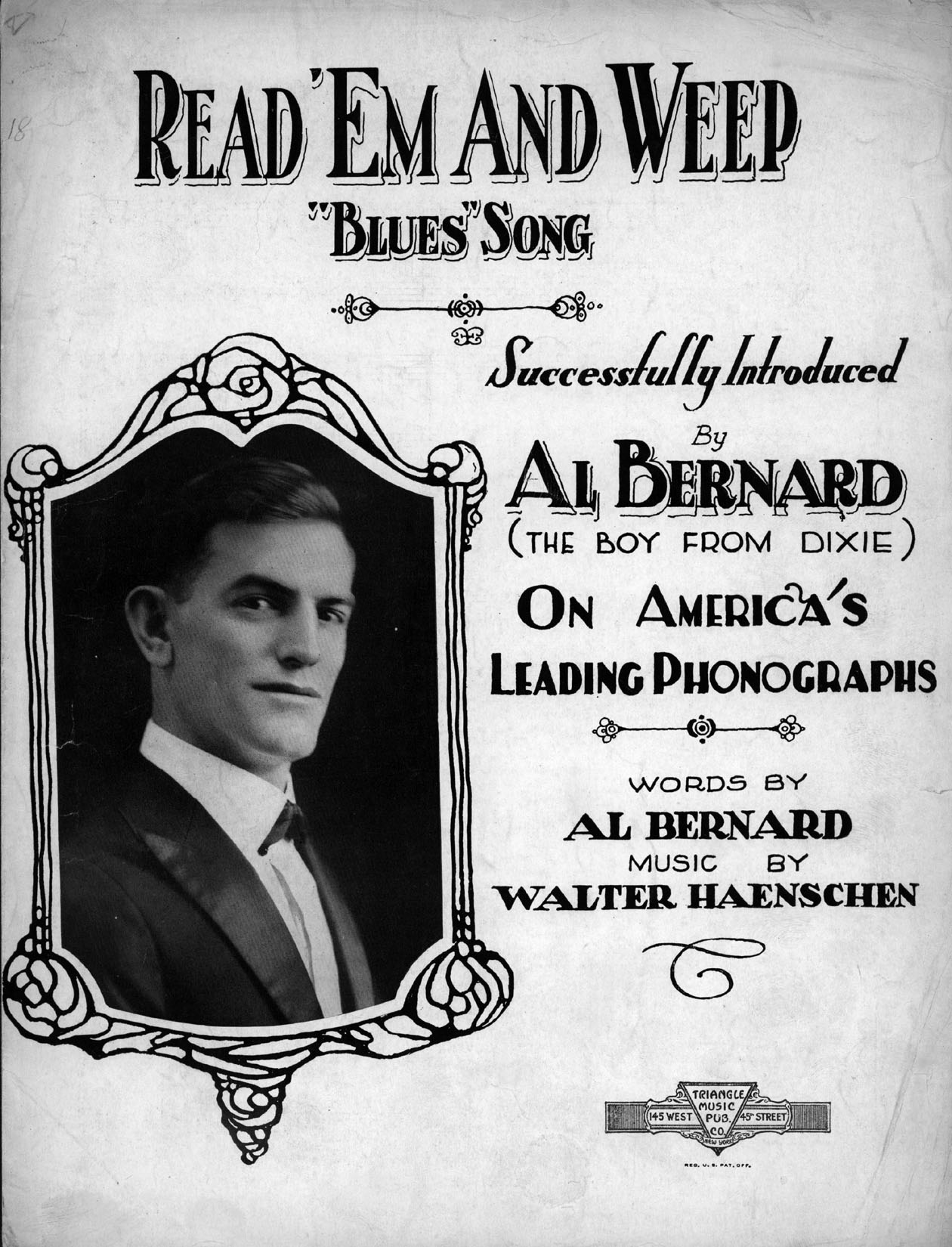
Sheet-Music-Cover zu Read ‘Em and Weep

Im Mai 1920 begann Bernard seine Arbeit mit Victor Records und wurde in den nächsten Jahren zu einem gefragten Duettpartner. Nicht nur mit Ernest Hare, sondern auch mit Bennie Krueger, J. Russel Robinson (als The Dixie Stars) und Frank Ferera. Als Songwriter war Bernard auch bekannt, Songs wie Read ‘Em and Weep, Spread Yo‘ Stuff, Stavin‘ Change und Papa String Bean stammen ganz oder teilweise aus seiner Feder.
Ab 1925 arbeitete Bernard oft mit dem Old-Time-Musiker Vernon Dalhart zusammen und nahm auch unter seinem eigenen Namen eine Reihe von alten Folk- und Hillbilly-Songs auf wie Little Brown Jug, New River Train, Cowboy’s Lament, O Dem Golden Slippers oder Casey Jones. Manchmal wurden auf seinen Hillbilly-Platten auch Songs authentischerer Musiker gepresst, wie bei einer Grey-Gull-Records-Platte; auf der B-Seite Yodelin‘ Bill von Gene Autry (unter dem Pseudonym „Sam Hill“) erschien. Seine 1930 erschienene Version des Hesitation Blues zusammen mit den Goofus Five wird als wegweisend für den Western Swing angesehen.

### Spätere Karriere
Bernard spielte bis in die 1940er-Jahre hinein Platten ein, jedoch mit weitaus weniger Erfolg als in den 1920er-Jahren. Er hatte 1919 Gertrude Anderson geheiratet, mit der er nun in Manhattan lebte. Al Bernard starb 1949 im St. Clare’s Hospital und wurde auf dem Gate of Heaven Cemetery beigesetzt. Er hinterließ zwei Töchter sowie ein Werk von unzähligen Platten verschiedenster Genres.